# Łóżko Wierszynina
Łóżko Wierszynina – polski film obyczajowy z 1997 roku.

## Obsada
- Piotr Fronczewski − "Wierszynin"
- Hanna Mikuć − "Olga"
- Ewa Telega − Magda "Masza"
- Agnieszka Krukówna − Małgosia "Irina"
- Władysław Kowalski − Czechow
- Mariusz Bonaszewski − reżyser Witek
- Sławomir Orzechowski − "Kułygin"
- Krzysztof Zaleski − dyrektor teatru
- Stanisław Radwan − kompozytor
- Danuta Stenka − Olga Knipper
- Antoni Ostrouch − Andrzej
- Agnieszka Wosińska − Gosia
- Paweł Burczyk − tancerz

## Nominacje

### Orły
- 1999
  - Najlepsza główna rola męska Piotr Fronczewski
  - Najlepsza muzyka Tomasz Stańko
  - Najlepsza scenografia Marcin Jarnuszkiewicz

### Złote Lwy
- 1997
  - Udział w konkursie głównym Andrzej Domalik[1]

## Fabuła
W teatrze trwają próby do Trzech sióstr Czechowa. Ekipa tworząca spektakl jest uwikłana w skomplikowane relacje, czują presję. Sukces lub porażka nie zależą już tylko od nich, mimo to starają się zrealizować własne ambicje i marzenia.